# 郭秀萍
郭秀萍，JP（Kwok Sau Ping Ivy，1948年—），合和實業主席胡應湘的妻子，二人育有二子二女，其中長子是胡文新。現任合和集團非執行董事及克罗地亚駐港名譽領事。
胡夫人熱心公益，為多個商業及社交組織之委員會及董事會成員，包括亞洲文化協會（香港分會）、亞洲協會和香港紅十字會。
胡應湘伉儷為香港賽馬會會員，先後擁有馬匹「全家寶」、「小露寶」、「各施各法」、「歡樂滿堂」、「風力威猛」。
2012年5月份郭秀萍斥資5.9億元購入卑利街Shama Central服務式住宅。

## 經歷
2002年，有傳媒在英國西北部的海邊小鎮黑池（Blackpool），發現郭秀萍與、新世界發展主席鄭裕彤的長子鄭家純太太葉美卿、以及新鴻基地產副主席郭炳聯夫人劉寶賜，各自帶同男性舞伴到英國參加國際標準舞大賽。

## 外部連結
- 合和集團董事介紹

1. ↑  . 壹週刊. 2020年11月24日  [2020年11月24日].